# Ursula Goldmann-Posch
Ursula Goldmann-Posch (* 26. April 1949 in Bozen, Italien; † 4. Juni 2016 in Würzburg) war eine Südtiroler Autorin und Medizinjournalistin.

## Leben
Ursula Goldmann-Posch war die Tochter des Südtiroler Politikers Pepi Posch (1914–1991) und der Kunst- und Antiquitätenhändlerin Elisabeth „Lily“ Kronau (1923–2013), sowie die Schwester der Schauspielerin Krista Posch. Nach dem Abitur 1968 in Mailand studierte sie vergleichende Sprachwissenschaften an der Universität Padua. Seit 1970 lebte sie in Deutschland und arbeitete in den Fachgebieten Medizin, Psychologie und Frauenfragen als Journalistin, Sachbuchautorin sowie als Redakteurin für Die Welt, den Weltbild Verlag, Famiglia Cristiana, Brigitte und andere Medien.
1999, drei Jahre nach ihrer eigenen aggressiven, zu spät entdeckten Brustkrebserkrankung, gründete Goldmann-Posch in Augsburg den Verein mamazone – Frauen und Forschung gegen Brustkrebs e.V. Unter ihrer Ägide wurde der gemeinnützige Verein zu einer der größten und aktivsten Patientinnen-Initiativen im Kampf gegen Brustkrebs in Deutschland. Ursula Goldmann-Posch wollte mamazone – Frauen und Forschung gegen Brustkrebs e.V. immer als „Selbsthilfegruppe Plus“ verstanden wissen, das heißt, eine Selbsthilfe-Initiative von Frauen mit Brustkrebs, die zu ihrer Unterstützung auch aktive Forscherinnen holen und nicht „im Ghetto des alleine vor sich Hinleidens verharren“.
2000 rief Ursula Goldmann-Posch eine Wissensakademie für Frauen mit Brustkrebs mit dem Namen „Projekt Diplompatientin“ am Klinikum Augsburg ins Leben. An dem viertägigen Patientinnen-Kongress nehmen jedes Jahr rund 45 Brustkrebsexperten und rund 600 Zuhörerinnen aus allen Regionen Deutschlands, aus Luxemburg, Italien und Österreich teil.
2002 rief sie die weltweit erste und einzige Patientinnen-Tumorgewebebank „PATH – Patients Tumorbank of Hope“ als Stiftung ins Leben. Ihr Ziel: „Teile deinen Tumor mit der Forschung“/„Share your tumor with science“. Goldmann-Posch machte sich mit diesem Projekt dafür stark, dass auch die von Brustkrebs betroffenen Frauen selbst Verantwortung für und Kontrolle über die Forschung und die richtige Richtung der Forschung übernehmen.
2008 gründete sie gemeinsam mit ihrer langjährigen Mitstreiterin und Freundin Petra Stieber die Stiftung „PONS – Patientenorientierte Nachsorge“. Ihr Ziel: Das 27 Jahre alte, weltweit in allen Leitlinien verankerte „Dogma einer symptomorientierten Nachsorge“ müsse „vom Sockel gestürzt werden“.
2010 kehrte Ursula Goldmann-Posch nach 7 Jahren aus Kulmain (nördliche Oberpfalz) in ihre Wahlheimat Augsburg zurück. Sie lebte dort mit ihrem Ehemann und Journalistenkollegen Peter Goldmann im Naturpark Westliche Wälder bei Augsburg. Sie war Mutter eines Sohnes und Großmutter von zwei Enkelkindern.
Am 4. Juni 2016 starb Ursula Goldmann-Posch in Würzburg im Alter von 67 Jahren an den Folgen von Leukämie.

## Auszeichnungen
Im April 2010 wurde Ursula Goldmann-Posch von Horst Seehofer mit dem Verdienstkreuz am Bande des Verdienstordens der Bundesrepublik Deutschland ausgezeichnet.
Im Dezember 2011 erhielt Goldmann-Posch von Barbara Stamm die Bayerische Verfassungsmedaille in Silber.
Am 6. Dezember 2013 wurde sie in Berlin als Achte unter den 15 Finalisten für den Deutschen Engagementpreis der Bündnisses für Gemeinnützigkeit ausgezeichnet.
Am 30. Oktober 2015 wurde Ursula Goldmann-Posch für ihr Soziales Lebenswerk von der bayerischen Sozialministerin Emilia Müller mit der Bayerischen Staatsmedaille für Soziales geehrt.

## Publikationen
- Tagebuch einer Depression. Kindler/Droemer Knaur, 1985, ISBN 3-463-40002-2. (Übersetzungen ins Französische, Japanische, Holländische, Serbokroatische)
- Unheilige Ehen – Gespräche mit Priesterfrauen. Kindler/Droemer Knaur, 1985, ISBN 3-426-03916-8.
- Wenn Mütter trauern. Kindler/Droemer Knaur, 1988, ISBN 3-426-04806-X.
- Gesegnete Mahlzeit – Die besten Rezepte aus der Pfarrhausküche. Liborius, 1994, ISBN 3-9801261-6-1.
- Der Knoten über meinem Herzen. Karl Blessing Verlag, 2000, ISBN 1-4000-3970-3.
- Über-Lebensbuch Brustkrebs. Schattauer Verlag, 2003, ISBN 3-7945-2487-X.
- Mutmachmärchen für Frauen mit Brustkrebs – Märchen helfen heilen. Herausgegeben bei mamazone – Frauen und Forschung gegen Brustkrebs e.V., ab 2012.[12]

## Mitgliedschaften
- seit 1972 Mitglied der italienischen Journalistenkammer in Rom
- seit 2001 Mitglied in der Deutschen Krebsgesellschaft (DKG)
- seit 2004 Mitglied im Beirat der Deutschen Gesellschaft für Senologie (DGS)
- seit 2008 Mitglied in der Arbeitsgemeinschaft Onkologische Gynäkologie (AGO)